# ويليام هنري هاريسون
وليام هنري هاريسون الأب (بالإنجليزية: William Henry Harrison) (9 فبراير 1773 – 4 أبريل 1841) هو الرئيس التاسع للولايات المتحدة (1841)، وهو ضابط عسكري وسياسي، وآخر رئيس يولد كأحد الرعايا البريطانيين. كما أنه كان أول رئيس يموت في منصبه. وكان بعمر 68 عاما 23 يوما من العمر عندما تولى المنصب، ليكون أكبر الرؤساء سنا حتى تولي رونالد ريغان (69 عاما) في عام 1981 ثم دونالد ترامب (71 عاما) في 2017 ثم جو بايدن (79 عاما) في 2021، مات هاريسون في اليوم الثاني والثلاثين من ولايته بسبب مضاعفات ناجمة عن ذات الرئة، ليكون حكمه الأقصر في تاريخ رؤساء الولايات المتحدة. أثارت وفاته أزمة دستورية وجيزة، ولكن قرارات تلك الأزمة تركت عدة أسئلة معلقة في خط خلافة الرئاسة حسب نص الدستور حتى إقرار التعديل الخامس والعشرين في عام 1967. وهو جد بنجامين هاريسون، الرئيس الثالث والعشرين على البلاد من 1889-1893.
وقبل انتخابه رئيسا للبلاد، خدم هاريسون كأول مندوب في الكونغرس الإقليمي عن أراضي الشمال الغربي، عندما كان حاكما لإقليم إنديانا، وبعد ذلك كنائب وعضو مجلس الشيوخ عن أوهايو. كما نال شهرة وطنية بقيادته لقوات الولايات المتحدة ضد الهنود الحمر في معركة تيبكانو عام 1811، ونال منها لقب «تيبكانو» (أو «أولد تيبكانو»). كما كان جنرالا في حرب 1812، وكانت أبرز مواقعه هي معركة التيمز في عام 1813. وأسفرت هذه المعركة عن مقتل تيكومسيه وتفكك التحالف الهندي الذي قاده.
انتقل هاريسون بعد الحرب إلى أوهايو، حيث انتخب في مجلس النواب الأمريكي. انتخبه المجلس التشريعي للولاية في مجلس الشيوخ الأمريكي في عام 1824. ثم خدم لفترات متقطعة بعد تعيينه وزيراً مفوضا إلى كولومبيا الكبرى في مايو 1828. تحدث مع الرئيس سيمون بوليفار، وحث أمته على تبني الديمقراطية على الطراز الأميركي.
عاد هاريسون إلى مزرعته في أوهايو حيث تقاعد فيها حتى تم ترشيحه للرئاسة بين مجموعة من عدة مرشحين لحزب الويغ في انتخابات العام 1836. وحصل على أصوات أكثر من مرشحي الويغ الآخرين، لكنه هُزم من قبل مرشح الحزب الديمقراطي مارتن فان بيورين. تقاعد بعدها مجددا إلى مزرعته.
سرعان ما أصبح فان بيورين هدفا للانتقادات الحادة من أنصار الويغ بعد المتاعب الاقتصادية التي تبعت ذعر العام 1837. وسعى حزب الويغ للدفع ببطل حرب لا يثير الجدل وذا أيديولوجية أبسط وبإمكانه هزيمة فان بيورين على أساس الشعبية، فقام أعضاء الحزب بتوحيد أصواتهم لترشيح هاريسون عن الحزب على مؤسسه هنري كلاي وزميله الجنرال وينفيلد سكوت. وقد تم اختيار جون تايلر من فرجينيا كنائب له. هزم فان بورين من قبل هاريسون وتايلر في انتخابات العام 1840. ومع ذلك، فقد توفي هاريسون بسبب ذات الرئة في أبريل 1841، بعد شهر فقط من توليه منصبه. وفترة حكمه هي الأقصر مدة ولاية أي رئيس في الولايات المتحدة، وكان أول رئيس يموت في منصبه. ثم تولى تايلر جميع صلاحيات وواجبات الرئيس، ووضع سابقة بين الرؤساء.

## المراحل الأولى من حياته وتعليمه
هاريسون هو الطفل السابع الأصغر لبنجامين هاريسون الخامس وإليزابيث (باسيت) هاريسون، وُلد في 9 فبراير 1773 في مزرعة بيركلي، في منزل عائلة هاريسون على طول نهر جيمس في مقاطعة تشارلز سيتي، فرجينيا. كان عضوًا في عائلة سياسية مرموقة تنحدر من سلالة إنجليزية استقر أسلافها في فرجينيا منذ ثلاثينيات القرن السابع عشر. وهو آخر رئيس أمريكي من الرعايا البريطانيين. عمل والده مزارعًا في فرجينيا وشغل منصب مندوب في المؤتمر القاري (1774-1777) ووقع على إعلان الاستقلال الأمريكي. عمل والده أيضًا في المجلس التشريعي لولاية فرجينيا وهو خامس حاكم لولاية فرجينيا (1781-1784) أثناء أعوام حرب الاستقلال الأمريكية وبعدها. مثّل شقيق هاريسون الأكبر، كارتر باسيت هاريسون، ولاية فرجينيا في مجلس النواب (1793-1799).
تلقى هاريسون تعليمه في المنزل حتى سن 14 عندما التحق بكلية هامبدن سيدني، وهي كلية مشيخية في فرجينيا. درس هناك لمدة ثلاثة أعوام، وتلقى تعليمًا تقليديًا شمل اللاتينية واليونانية والفرنسية والمنطق والمناقشة. أبعده والده الأسقفي عن الكلية، قد يكون ذلك لأسباب دينية، والتحق لفترة وجيزة بأكاديمية للبنين في مقاطعة ساوثهامبتون، فيرجينيا قبل نقله إلى فيلادلفيا في عام 1790.
سافر مع روبرت موريس والتحق بجامعة بنسلفانيا في أبريل 1791، حيث درس الطب بإشراف الطبيب بنجامين راش وويليام شيبين الأب. توفي والده في ربيع عام 1791، بعد فترة وجيزة من بدء دراسته الطبية. أصبح موريس وصيًا عليه عندما لم يتجاوز عمره 18 عامًا، ووجد أن الوضع المالي لأسرته تركه دون تمويل لمواصلة أي تعليم إضافي، فتخلى عن المدرسة الطبية لصالح مهنة عسكرية بعد أن أقنعه الحاكم هنري لي الثالث بذلك.

### الزواج والعائلة
التقى هاريسون بآنا توثيل سيمزمن نورث بند، أوهايو في عام 1795 عندما كان يبلغ من العمر 22 عامًا. وهي ابنة آنا توثيل والقاضي جون كليفز سيمز، الذي خدم بصفته عقيدًا في حرب الاستقلال الأمريكية وممثلًا في كونغرس الاتحاد. طلب هاريسون من القاضي الحصول على إذن بالزواج من آنا ولكنه رفض ذلك، لذا انتظر الاثنان حتى غادر سيمز في رحلة عمل. ثم هربا وتزوجا في 25 نوفمبر 1795 في بيت يقع في نورث بند للطبيب ستيفن وود، أمين صندوق الإقليم الشمالي الغربي. قضى الزوجان شهر العسل في فورت واشنطن، بينما كان هاريسون في الخدمة العسكرية. واجهه القاضي سيمز بعد أسبوعين في عشاء وداع للجنرال واين، مطالبًا إياه بشكل صارم معرفة كيف ينوي أن يعيل العائلة. كان رد هاريسون: «بسيفي، وذراعي الأيمن، سيدي.» استمال هاريسون حماه، الذي باع فيما بعد 160 فدانًا (65 هكتارًا) من الأرض في نورث بند لآل هاريسون، والتي مكنت هاريسون من بناء منزل وإنشاء مزرعة.
أنجب الزوجان هاريسون عشرة أطفال: إليزابيث باسيت (1796- 1846)، وجون كليفز سيمز (1798-1830)، ولوسي سينغلتون (1800-1826)، وويليام هنري (1802-1838)، وجون سكوت (1804-1878) والد الرئيس الأمريكي المستقبلي بنجامين هاريسون، وبنجامين (1806-1840)، وماري سيمز (1809-1842)، وكارتر باسيت (1811 -1839)، وآنا توثيل (1813-1865)، وجيمس فيندلاي (1814-1817). كانت صحة آنا سيئة في كثير من الأحيان أثناء الزواج، ويُعزى ذلك في المقام الأول إلى حالات الحمل المتعددة، إلا أنها عاشت أكثر من ويليام 23 عامًا، وتوفيت في 25 فبراير 1864 عن عمر يناهز 88 عامًا.
أنجب هاريسون ستة أطفال آخرين من ديلسيا، وهي امرأة أميركية أفريقية مستعبدة مملوكة له. وكانت جدة والتر فرانسيس وايت من بين أبناءه هؤلاء.

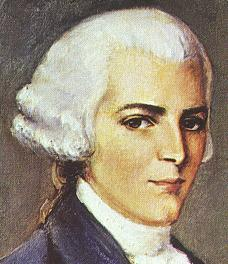
بنجامين هاريسون الخامس والد ويليام هنري هاريسون وأحد الموقعين على إعلان استقلال الولايات المتحدة.

## وصلات خارجية
- ويليام هنري هاريسون على موقع الموسوعة البريطانية (الإنجليزية)
- ويليام هنري هاريسون على موقع إن إن دي بي (الإنجليزية)
- Announcement of William Henry Harrison Impending Death
- William Henry Harrison ALS, March 10, 1841: Harassed by the Multitudes
- William Henry Harrison's Personal Correspondence While in Office Shapell Manuscript Foundation
- Essays on Harrison, each member of his cabinet and First Lady
- William Henry Harrison Biography and Fact File